# Wilhelm Sauer (Jurist)
Johannes Franz Wilhelm Sauer (* 24. Juni 1879 in Frankfurt (Oder); † 21. März 1962 in Münster) war ein deutscher Rechtswissenschaftler und Kriminologe.

## Leben
Sauer war ein Sohn des Orgelbauers Wilhelm Sauer und dessen zweiter Frau Anna. Nach dem 1898 abgelegten Abitur studierte er Rechtswissenschaft und Philosophie in Marburg, Kiel und Berlin. Während seines Studiums wurde er Mitglied der AMV Fridericiana Marburg. Er legte 1901 das erste Staatsexamen und 1907 die Assessorprüfung ab. 1908 promovierte er in Halle (Saale) und blieb bis 1916 im Staatsdienst als Gerichtsassessor. 1916 habilitierte er sich in Königsberg bei Alexander Graf zu Dohna für Strafrecht und Strafprozeßrecht. Ursprünglich sollte er 1919 Gustav Radbruch als außerplanmäßiger Professor 1919 an der Universität Königsberg nachfolgen, aber er wurde erst 1920/21 berufen und erhielt 1921 eine ordentliche Professur.
Zwischen 1926 und 1934 arbeitete Sauer außerdem als Schriftleiter der Zeitschrift Archiv für Rechts- und Sozialphilosophie. 1935 wurde er vom Kultusministerium als Nachfolger Ernst Rosenfelds als ordentlicher Professor an die Westfälische Wilhelms-Universität in Münster berufen, wo er bis über seine Emeritierung (1946) lehrte.
Sauer hatte sich zuvor in der Königsberger Fakultät unbeliebt gemacht und war von nationalsozialistischen Studenten als „reaktionär“ angefeindet worden. Zwar hatte er sich begeistert über Nationalsozialismus und Führergedanken geäußert, aber in Lehrveranstaltungen zugleich den revolutionären Charakter des Nationalsozialismus bestritten. So behauptete er, der Nationalsozialismus habe lediglich die Ideen vollstreckt, die in der Luft gelegen hätten. Er selbst habe schon vor 1933 die Lehren der nationalen Revolution vertreten. Die Rechts- und Sozialphilosophie habe „in dem Durchbruch nur ihre eigenen Ideen, deren Träger, Schürer, Urheber sie insgeheim war,“ erkannt. Von nationalsozialistischer Seite wurde ihm hingegen vorgeworfen, die neue Volks- und Rassenlehre nicht ausreichend zu beherrschen. 1936 wurden auch drei Werke Sauers verboten.
Nach Kriegsende wurde Sauer als unbelastet eingestuft. 1959 erhielt er die Ehrendoktortitel der Philosophischen Fakultät der Universität Münster.

## Werk
Wilhelm Sauer beschäftigte sich wissenschaftlich mit einem ungewöhnlich breiten Themenspektrum. Neben Veröffentlichungen zum Strafrecht, zur Rechtsphilosophie und zur Kriminologie umfasst sein Gesamtwerk auch Publikationen zum Völkerrecht und zur allgemeinen Philosophie und Soziologie.
Sauers Definition „Rechtwidrig ist ein Verhalten, das nach einer allgemeinen Tendenz dem Staat und seinen Gliedern gemäß dem Urteil der Rechtswissenschaft mehr schadet als nützt.“ war eine wichtige Vorstufe zur Entwicklung der Strafrechtslehre zur Zeit des Nationalsozialismus.
1933 schrieb er im Archiv für Rechtsphilosophie man solle „in dem Führer eine Lichtgestalt und einen Helden verehren“ Ingo Müller greift die auch weiterhin überschwängliche Darstellung durch Sauer in seinem Buch Furchtbare Juristen als ein prominentes Beispiel dafür auf, dass nicht nur junge Aufsteiger die Machtergreifung durch die Nationalsozialisten begrüßten.
1933 veröffentlichte Sauer eine dreibändige Kriminalsoziologie, die er 1950 in wesentlich überarbeiteter Fassung als Kriminologie neu publizierte. In seiner Grundthese fügte er zur Kriminalitätserklärung dem Anlage- und dem Umweltaspekt einen dritten entscheidenden hinzu: den freien Willen. Der Kriminalitätserreger war für Sauer, der selbstschöpferische Gestaltungswille des Verbrechers. Dieser könne nicht direkt vererbt werden, wohl aber eine Disposition dafür. Daher empfahl Sauer 1933 Sterilisation als wirksames Mittel zur Kriminalitätsbekämpfung. Sauer bestritt jedoch, dass der Kriminalitätserreger bei bestimmten Rassen oder Völkern gehäuft vorkomme. Er zeige sich in jedem Volkskörper.
Sauers Lehre vom Kriminalitätserreger wurde noch in den 1950er Jahren verbreitet und popularisiert. Manche sprachen dabei auch von einem Kriminalitätsbazillus.

## Werke (Auswahl)
- Kriminalsoziologie (1933)
- Kriminologie als reine und angewandte Wissenschaft (1950)